# Scars & Stories
Scars & Stories – trzeci album studyjny amerykańskiego zespołu The Fray, wydany 7 lutego 2012 roku. 

## Lista utworów
1. "Heartbeat" – 3:41
2. "The Fighter" – 4:20
3. "Turn Me On" – 3:03
4. "Run for Your Life" – 3:59
5. "The Wind" – 4:15
6. "1961" – 3:54
7. "I Can Barely Say" – 4:20
8. "Munich" – 3:57
9. "Here We Are" – 3:32
10. "48 to Go" – 3:23
11. "Rainy Zurich"  – 3:48
12. "Be Still" – 2:49